# NK Grk Potomje
NK Grk je nogometni klub iz mjesta Potomje na poluotoku Pelješcu.

## Povijest
Nogometni klub Grk Potomje nastao je 1920. godine kada je tadašnji student Anto Antičević donio u Potomje prvu loptu i dao upute za novu igru. Osnovan je godinu dana kasnije, 1921. i ponio ime Grk, po uzoru na jednu vrstu vinove loze.
Klub se trenutačno natječe u 1. ŽNL Dubrovačko-neretvanske županije.

## Rivalstvo s ONK Metković
| sezona             | protivnik    | rezultat | napomene     |
| ------------------ | ------------ | -------- | ------------ |
| 1. ŽNL 2009./2010. | ONK Metković | 1:0      | NK Grk       |
| 1. ŽNL 2009./2010. | NK Grk       | 9:0      | ONK Metković |
| 1. ŽNL 2010./2011. | NK Grk       | 1:2      | ONK Metković |
| 1. ŽNL 2010./2011. | ONK Metković | 1:1      | NK Grk       |
| 1. ŽNL 2010./2011. | ONK Metković | 1:1      | NK Grk       |
| 1. ŽNL 2013./2014. | NK Grk       | 0:2      | ONK Metković |